# Нджие, Сейни
Се́йни Нджие́ (англ. Sainey Njie; род. 30 августа 2001, Ламин, Гамбия) — гамбийский футболист, полузащитник

## Карьера
Начинал играть в клубе «Гамбинос Старс», в 2019 году попал в команду «ДАК» до 19 лет. В 2020 года выступает за основной состав клуба. Дебютировал в Фортуна-лиге в августе 2020 года в матче с ФК «Нитра». В сентябре 2020 года дебютировал в квалификации Лиги Европы УЕФА в матче с чешским клубом «Яблонец», выйдя на замену. Летом 2021 года впервые сыграл в Лиге Конференций УЕФА в матче второго круга квалификации с «Партизаном».

## Карьера в сборной
В 2020 году был вызван в сборную Гамбии. Вышел на поле в матче квалификации Кубка Африканских Наций против сборной Габона. В 2021 году пропустил матчи сборной в связи с травмой костей черепа.